# Марк Ларций Магн Помпей Силон
Марк Ларций Магн Помпей Силон (лат. Marcus Larcius Magnus Pompeius Silo) — римский политический деятель второй половины I века.
Предположительно, Силон был италийского происхождения. Его предком, возможно, был ритор Помпей Силон. В 82 году Силон занимал должность консула-суффекта вместе с Титом Аврелием Квиетом. Иногда он идентифицируется с доносчиком эпохи правления императора Домициана по имени Помпей.